# Polyptychus girardi
Polyptychus girardi là một loài bướm đêm thuộc họ Sphingidae. Loài này có ở Guinea về phía đông tới Cameroon.